# Französische American-Football-Nationalmannschaft
Die französische American-Football-Nationalmannschaft ist eine Auswahl von französischen Footballspielern unter Führung der FFFA.

## Geschichte
Ihr erstes Spiel bestritt die Nationalmannschaft Frankreichs bei der Europameisterschaft 1983 in Castel Giorgio, bei der sie den vierten Platz belegte.
2003 nahm Frankreich erstmals bei einer Weltmeisterschaft teil und belegte den vierten Platz. Bei der Europameisterschaft 2010 erreichte die französische Nationalmannschaft zum ersten Mal das Finale.
Den ersten Titel holte Frankreich 2017 bei den World Games 2017 in Polen. Ein Jahr später holte sich Frankreich zudem die Europameisterschaft. Bei beiden Titeln war Patrick Esume Trainer der Nationalmannschaft.

## Teilnahmen an internationalen Wettbewerben

### Teilnahmen an den Weltmeisterschaften
| Jahr | Ort                | Resultat           |
| ---- | ------------------ | ------------------ |
| 1999 | Italien            | nicht teilgenommen |
| 2003 | Deutschland        | 4. Platz           |
| 2007 | Japan              | 6. Platz           |
| 2011 | Österreich         | 6. Platz           |
| 2015 | Vereinigte Staaten | 4. Platz           |

### Teilnahmen an den Europameisterschaften
| Jahr | Ort                     | Resultat           |
| ---- | ----------------------- | ------------------ |
| 1983 | Castel Giorgio, Italien | 4. Platz           |
| 1985 | Italien                 | 4. Platz           |
| 1987 | Finnland                | nicht teilgenommen |
| 1989 | Deutschland             | nicht teilgenommen |
| 1991 | Finnland                | 4. Platz           |
| 1993 | Italien                 | nicht qualifiziert |
| 1995 | Österreich              | nicht qualifiziert |
| 1997 | Italien                 | nicht qualifiziert |
| 2000 | Deutschland             | nicht qualifiziert |
| 2001 | Deutschland             | nicht qualifiziert |
| 2005 | Schweden                | nicht qualifiziert |
| 2010 | Deutschland             | 2. Platz           |
| 2014 | Österreich              | 3. Platz           |
| 2018 | Finnland                | Europameister      |
| 2021 | –                       | 4. Platz           |
| 2023 | –                       | 7. Platz           |

### Teilnahmen an den World Games
| Jahr | Ort         | Resultat           |
| ---- | ----------- | ------------------ |
| 2005 | Deutschland | nicht teilgenommen |
| 2017 | Polen       | Goldmedaille       |